# Ilhéu do Baluarte
O Ilhéu do Baluarte localiza-se na freguesia de São João Baptista, no concelho e ilha da Boa Vista, em Cabo Verde.
O seu nome decorrerá da existência de um antigo baluarte para defesa daquele trecho da costa, dos ataques de piratas e corsários, frequentes naquela região do oceano Atlântico.
Encontra-se classificado desde 1990 como área natural protegida e a sua visita apenas pode ser feita mediante permissão das autoridades locais.